# Джорджадзе, Ираклий Иванович
Ира́клий Ива́нович Джорджа́дзе (груз. ირაკლი ივანეს ძე ჯორჯაძე, 8 октября 1917 — 24 сентября 1992) — советский и грузинский учёный, военный историк, доктор военных наук, генерал-лейтенант артиллерии (7 ноября 1975), академик АН Грузинской ССР (1979).

## Биография
Родился 8 октября 1917 года в селе Сабуе Кварельского района. Окончил в Тбилиси 1-ю трудовую образцово-показательную школу и параллельно геолого-разведочный техникум (1934), 3 курса Ленинградского Горного института (1934—1937), откуда был призван в РККА и направлен в Артиллерийскую академию им. Дзержинского (1937—1940).
Принимал участие в Великой Отечественной войне. В составе 2-го белорусского фронта, под началом маршала Рокосовского. В начале, как командующий батареей, впоследствии известной на фронте, как, «батарея Джорджадзе». Отличался как грамотный и интеллектуальный тактик, объяснявший свои поступки логикой инженера и знанием тактики, как, науки.
Был ранен проводя своих бойцов по заминированному участку, наступил на мину, которая после подрыва повредила стержнем взрывателя ногу Ираклия Ивановича, но сопровождающим его лицам достались более тяжелые повреждения. В период войны писал диссертацию, на вопрос сослуживцев о её целесообразности с учётом рискнуть погибнуть, отвечал «а если не погибну».
Затем на преподавательской работе в академии: преподаватель и старший преподаватель. С 1952 года — заместитель начальника кафедры военной истории и географии.
Как учёный занимался вопросами ПВО. Поэтому, когда в Ленинграде была воссоздана Артиллерийская академия, был назначен начальником кафедры тактики зенитной артиллерии Сухопутных войск.
23.02.1960 ему было присвоено звание генерал-майора артиллерии.
Много работал над диссертацией, где по-новому решал вопросы ПВО Вооруженных сил и объектов страны. Защита диссертации проходила в течение нескольких дней, что было в ту пору чрезвычайным событием. Джорджадзе стал доктором военных наук.
Многие его идеи были воплощены в последующей реорганизации всей системы ПВО, разделившейся на войска ПВО Сухопутных войск и войска ПВО страны.
С 1964 года в течение 7 лет работал старшим преподавателем кафедры ПВО Военной академии Генштаба. Поскольку в данной специальности в академии не было перспективы дальнейшего роста, он возвратился к истории и в 1971 году получил назначение начальником кафедры истории войн и военного искусства в Военной академии ГШ (1971—1979 гг.). В 1975 году получил звание генерал-лейтенанта артиллерии.
Был избран сначала членом-корреспондентом, а затем (1979) академиком АН Грузинской ССР. Заслуженный деятель науки РСФСР. Профессор.
После увольнения с действительной службы продолжал работать в НИИ над проблемами автоматизации управления войсками.
Умер 24 сентября 1992 года.

## Награды
- два ордена Красного Знамени (13.08.1944)[1], (28.04.1945)[2];
- три ордена Отечественной войны I степени (25.08.1943)[3], (13.07.1945)[4], (06.04.1985);
- орден Красной Звезды (03.11.1942)[5].

## Труды
- Джорджадзе И. История военного искусства Грузии. — Тбилиси : Мецниереба, 1989. — 303,[1] с., [1] л. ил. : ил.; 22 см; ISBN 5-520-00450-1 (В пер.)